# Flumenthal
Flumenthal é uma comuna da Suíça, situada no distrito de Lebern, no cantão de Soleura. Tem 3,09 km² de área e sua população em 2018 foi estimada em 976 habitantes.